# Chiesa di Sant'Andrea Apostolo (Budoia)
La chiesa di Sant'Andrea Apostolo è la parrocchiale di Budoia, in provincia di Pordenone e diocesi di Concordia-Pordenone; fa parte della forania dell'Alto Livenza.

## Storia
La parrocchiale di Budoia venne costruita nel 1785 e ricadeva, originariamente, nel territorio della pieve di Dardago.

## Interno
All'interno della chiesa si trovano vari affreschi:
- Sul soffitto della navata, è raffigurato il Giudizio universale
- Sopra il portale, è stato dipinto un affresco intitolato Gesù Cristo appare alla Maddalena
- Affreschi del 1891 ritraenti Profeti, Dottori della Chiesa ed Evangelisti

Altre opere di rilievo facenti parte del tesoro della chiesa sono due quadri, dipinti nel 1895 da Leonardo Rigo, due statue che impreziosiscono l'altar maggiore, scolpite nel 1884 da Giuseppe Minatelli, e un Crocefisso, opera di Orazio Marinali.